# Ivan Hill
Ivan Jerome Hill (ur. 30 marca 1961 w Los Angeles) – amerykański seryjny morderca i gwałciciel, który zamordował 8 kobiet w latach 1986–1994 w Los Angeles.

## Aresztowanie
W 1994 r. Hill został skazany na 10 lat pozbawienia wolności za serię rozbojów. W trakcie odbywania kary, w marcu 2003 r. pobrano od niego próbkę DNA do badań. Próbka ta potwierdziła, że był odpowiedzialny za zamordowanie 8 kobiet w latach 1986–1994. Jedno z tych morderstw popełnił w teh samej dzielnicy miasta, w której działali dwaj inni seryjni mordercy – Lonnie David Franklin i Michael Hughes. 2 stycznia 2007 r. Hill został uznany winnym i skazany na karę śmierci. Obecnie przebywa w Więzieniu San Quentin.

## Ofiary
1. Lorna Reed (35 l.) – 11 lutego 1986
2. Rhonda Jackson (23 l.) – 26 stycznia 1987
3. Betty Harris (37 l.) – 1 listopada 1993
4. Roxanne Bates (31 l.) – 5 listopada 1993
5. Helen Hill (36 l.) – 14 listopada 1993
6. Donna Goldsmith (35 l.) – 16 listopada 1993
7. Cheryl Sayers (34 l.) – 30 grudnia 1993
8. Deborah Brown (33 l.) – 12 stycznia 1994